# Bad Boll
Bad Boll è un comune tedesco di 5 270 abitanti, situato nel land del Baden-Württemberg.